# Chiesa di San Miniato tra le torri
La chiesa di San Miniato tra le torri era un'antica chiesa di Firenze, distrutta a fine Ottocento durante il Risanamento della zona del Mercato Vecchio.  Sorgeva lungo l'antico chiasso degli Erri (detto anche chiasso dei Ricchi), con l'entrata su una strada piuttosto angusta, mentre il retro era affacciato sull'omonima piazza di San Miniato tra le Torri. Oggi sul suo sito si trova il palazzo delle Poste.

## Storia
La chiesa era di antichissime origini e segnava il luogo in cui il martire fiorentino san Miniato era stato decapitato, nei pressi del foro romano. Da lì, secondo la leggenda, egli si sarebbe miracolosamente rialzato e, raccolta la propria testa, si sarebbe diretto verso la collina detta Monte alle Croci, dove venne poi costruita la chiesa di San Miniato al Monte; tuttavia un'altra tradizione lo voleva decapitato fuori Porta alla Croce, dove esisteva appunto una croce che ricordava l'evento: qui allora sarebbero invece esistite le prigioni in cui sarebbe stato incarcerato e torturato. 

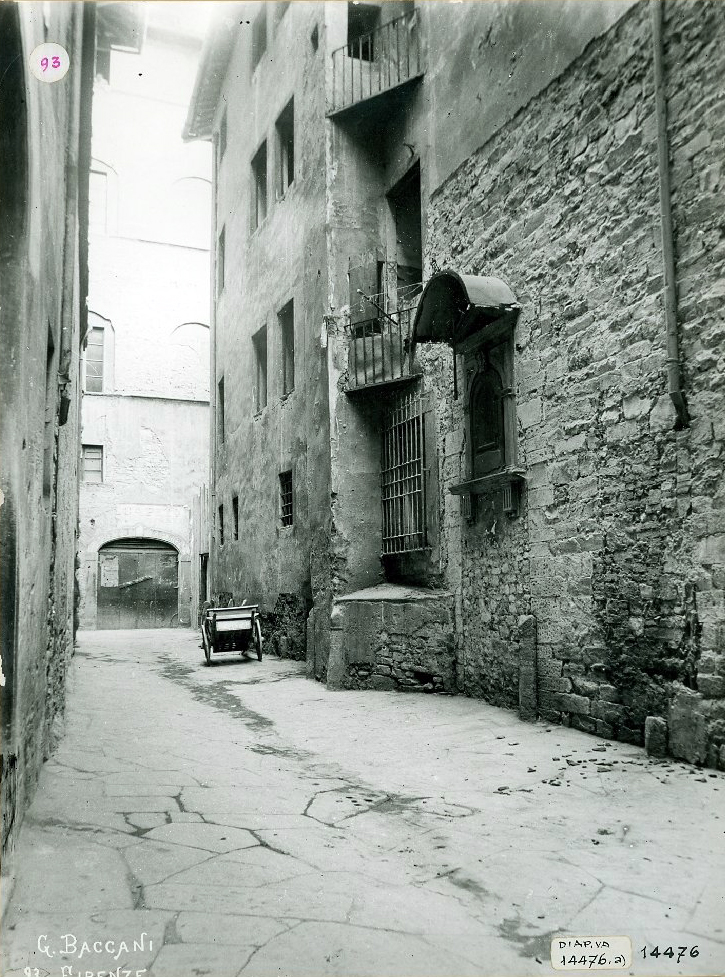
Il retro di San Miniato tra le torri sul chiasso dei Ricchi. A destra si vede il tabernacolo costruito sopra l'antico portale tamponato della chiesa.

Per distinguerla proprio dall'altra illustre basilica questa chiesa era denominata "tra le torri", poiché in questa zona, prima delle demolizioni, erano numerosissime le casetorri di antiche famiglie fiorentine (solo in questo isolato si ergevano quelle degli Strozzi, dei Pilastri, dei Palermini, dei Cipriani, degli Erri, dei Serzelli, dei Sassetti, dei Minerbetti, degli Elisei, dei Lamberti e dei Pilli).
Una serie di autori quali il Rosselli, il Del Migliore e il Richa riportano la notizia secondo quale si conservava nella sagrestia della chiesa un antifonario che la ricordava come fondata nel 507, da un fantomatico "papa Pelagio". Vari autori comunque ne ipotizzano la fondazione tra l'VIII e l'XI secolo. Ricordata tra le trentasei parrocchie del cerchio di mura primitivo di Firenze, è citata per la prima volta su un beneplacito del 1046, in cui se ne ricordava il possesso da parte dell'abbazia di Nonantola. Il Del Migliore citò anche un documento del 1106, in cui era chiamata "testimonii fidei", cioè luogo di fede, legato quindi al martirio di Miniato.
Già entro il 1303 i diritti dell'abbazia emiliana dovevano essere cessati, poiché si registra il patronato dei Pilastri, dei Palermini e poi della Badia a Settimo. Nel Quattrocento ne erano patroni a metà gli Strozzi e gli Spinellini: si trattava di un'onorificenza piuttosto impegnativa, poiché il giorno della festa del santo essi erano tenuti a inviare catini di legno colmi di vivande, coperti da rami di alloro e accompagnati da squilli di trombe. Per questo in caso di mancanze da parte delle famiglie era previsto che se ne occupasse la Compagnia del Bigallo. Dal 1525 questa offerta venne sostituita da ceri con l'immagine del santo.
Nel XV secolo l'orientamento della chiesa venne capovolto, ma conservando gran parte dell'antica struttura: non più con l'altare rivolto a est, come tipico delle prime chiese, ma verso ovest. Dal 1542 al 1615 vi ebbe sede la Compagnia di San Carlo dei Lombardi. Nel 1573 Gabriello di Soldo Strozzi cedette il suo patronato alle famiglie Guiducci da Spicchio e Berti, che poi lo lasciarono rispettivamente ai Buonomini di San Martino e ad Agnolo Galli. 
Come la maggior parte delle chiese della zona, anche San Miniato fra le Torri fu ristrutturata a metà del Settecento, su iniziativa del priore Gaetano Maria Veraci e progetto di suo fratello architetto Giovanni Maria.
La chiesa, come altre della zona, venne sconsacrata nel 1785, secondo una disposizione del granduca Pietro Leopoldo che voleva ridurre le chiese dalla giurisdizione e dalla rendita limitata. Dopo la soppressione la chiesa venne ridotta a civile abitazione, tanto che si fatica a riconoscerla come edificio sacro nelle poche foto fatte prima della demolizione. Tali lavori di adattamento erano stati così profondi e radicali che pochissimo dell'antica chiesa venne rinvenuto al momento della demolizione, nel 1894.

## Descrizione

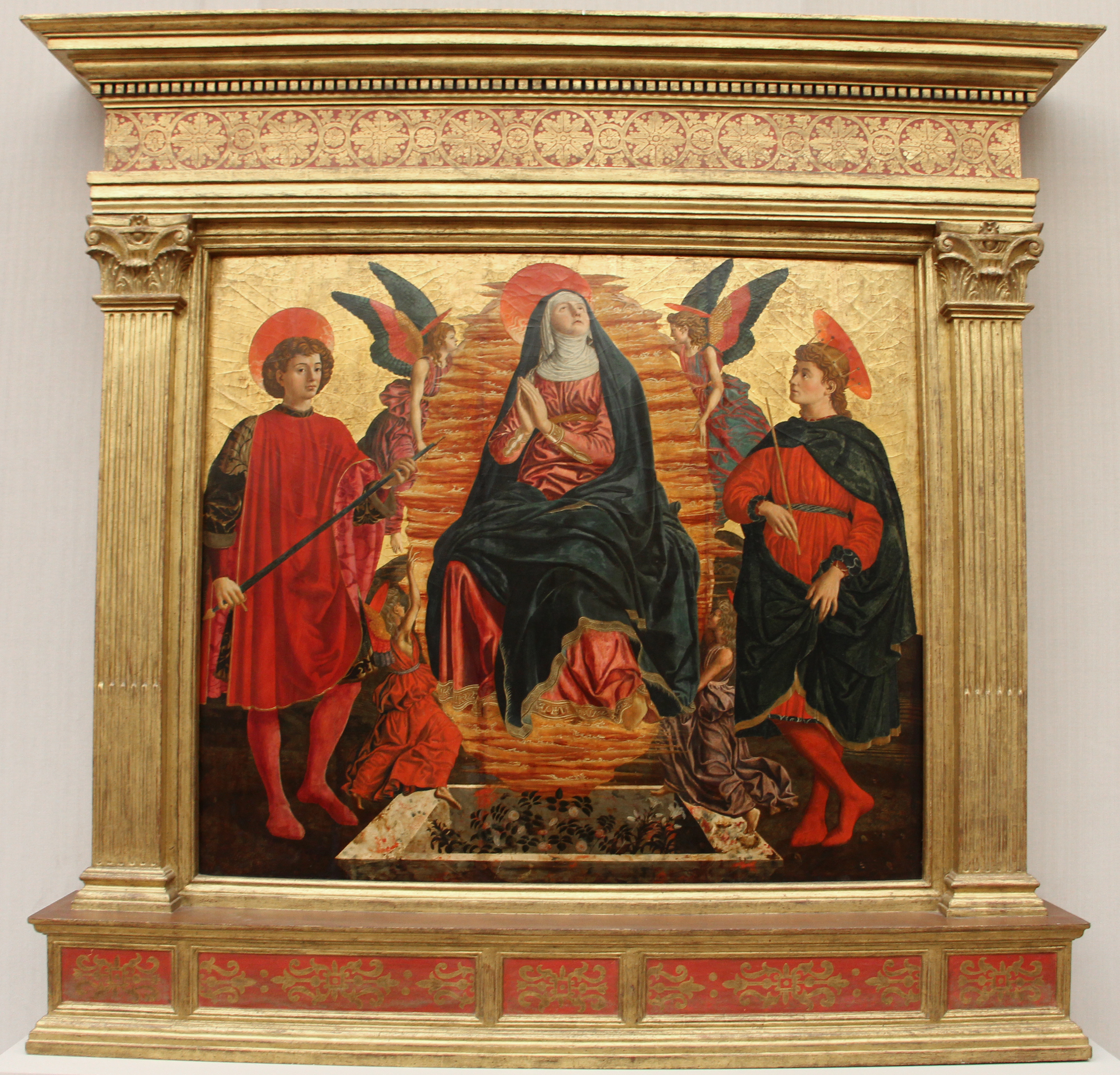
La pala di Andrea del Castagno, oggi a Berlino

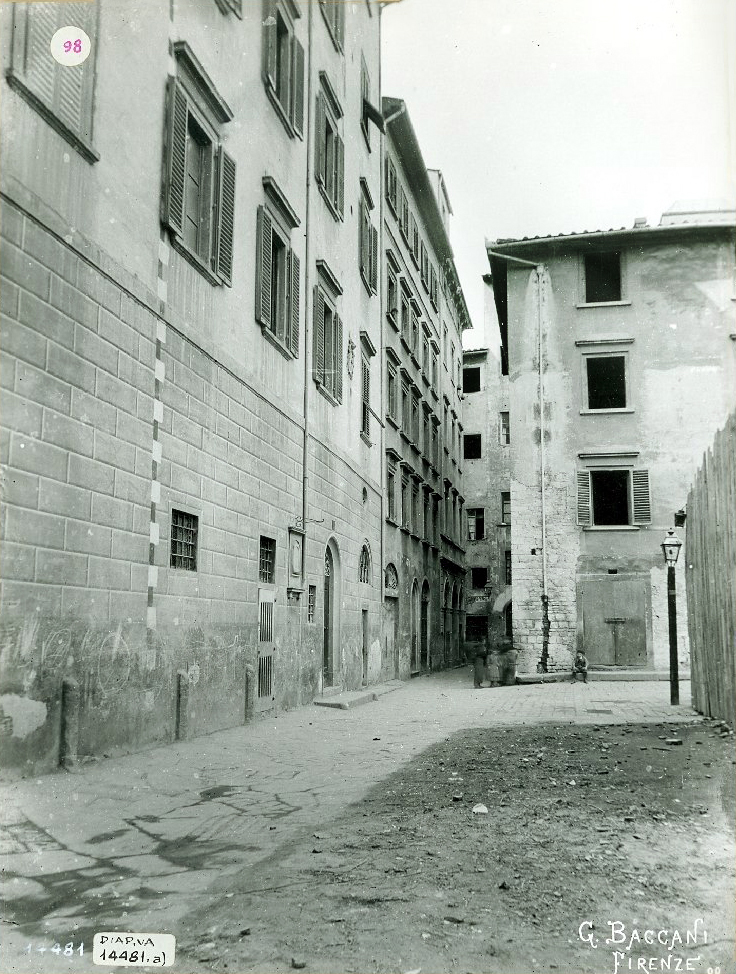
Piazza San Miniato fra le Torri: l'edificio a destra è quanto rimaneva della chiesa prima delle demolizioni, ridotta ormai a civile abitazione

Sulla facciata della chiesa si trovava un San Cristoforo colossale della mano di Antonio del Pollaiolo, come riporta Filippo Baldinucci. Sulla lunetta del portale si trovava poi una Madonna di Luca della Robbia, e sul retro della chiesa era montato un tabernacolo che ricordava un prelato della casata di Paolo III Farnese. Visibile in una foto prima delle demolizioni, il tabernacolo venne depositato presso il Museo di San Marco e verso il 1956 ritirato dal Comitato per l'Estetica Cittadina, per essere murato in una via fiorentina. Tuttavia in quell'occasione se ne persero le tracce, ed è probabile che oggi sia in un deposito comunale.
All'interno esistevano tre altari. Quello maggiore era decorato da una pala di Andrea del Castagno (Assunzione della Vergine tra i santi Miniato e Giuliano, 1449-1450), commissionato dal priore Leonardo di Francesco dei Falladanzi da Orte e oggi alla Gemäldegalerie di Berlino. Dietro l'altare si trovava un organo, sul quale era appeso un Crocifisso simile a quello di san Giovanni Gualberto in Santa Trinita, sul quale era l'iscrizione «Hoc opus fecit domina Dianora uxor de Minerbettis MCCCXX».
Quello di destra, dedicato a san Carlo Borromeo e già patronato dagli Strozzi era decorato da un crocifisso ligneo e, sotto la mensa, una Maria addolorata dipinta. Quello sinistro era pure degli Strozzi e dedicato alla Visitazione, ma non si conosce se fosse decorato da opere d'arte. Inoltre lungo le pareti correva un fregio con le storie del martirio di san Miniato, opera settecentesca del pittore Vincenzo Sgrilli. Nell'oculo in facciata era presenta una vetrata con gli stemmi Strozzi-Spinellini.
Molte sepolture erano ricordate da lapidi sul pavimento, tra cui oltre a quella del priore Leonardo da Orte, ce n'era una con arme gentilizia oggi nel lapidario del Museo di San Marco. 
In sagrestia si conservava un ostensorio di cristallo di rocca legato in rame dorato con lo stemma Pulci (1330), l'antifonario con la storia della chiesa e le armi Strozzi-Spinellini, e un reliquiario del santo titolare del XIV secolo, oggi a San Gaetano.
Tutte queste opere d'arte andarono disperse al tempo della soppressione nel 1785 e, tranne dove indicato, non sono a oggi state rintracciate.